# Undulambia rarissima
Undulambia rarissima là một loài bướm đêm trong họ Crambidae.